# ترایود
ترایود (به انگلیسی: Triode)

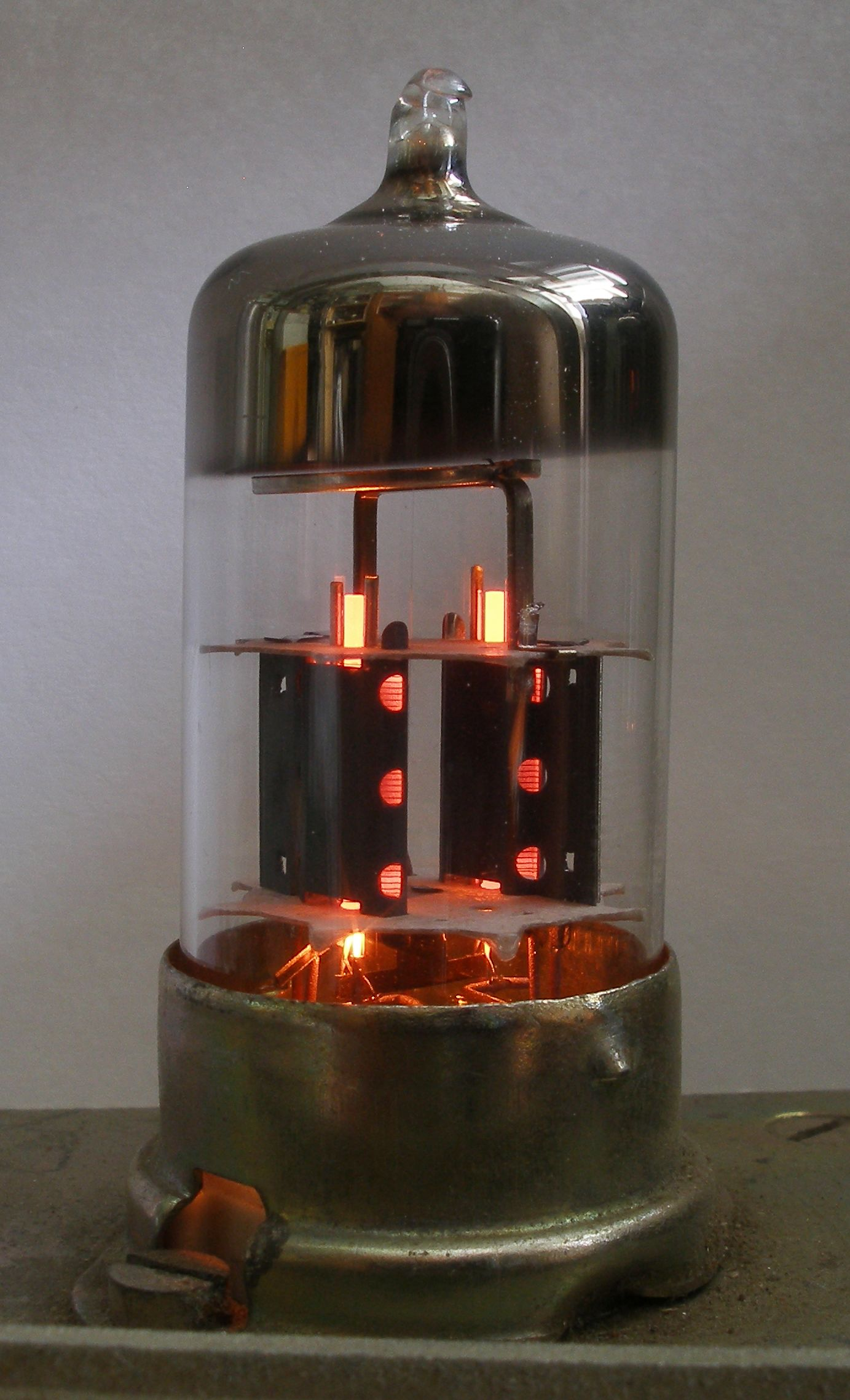
تصویر یک لامپ ترایود دوبل به شماره اروپاییECC83 یا امریکایی12AX7
حباب این لامپ حاوی دو عدد ترایود است که مستقل از یکدیگر کار می‌کنند.

ترایود یا تریود یک لامپ خلاء تقویت‌کننده است که شامل ۳ الکترود که توسط یک پوشش شیشه‌ای در خلاء احاطه شده‌است، می‌شود. یک فیلامان حرارتی (کاتد)،یک شبکه یا grid و یک صفحه آند. ترایود در سال ۱۹۰۶ توسط لی د فارست به وسیله اضافه کردن پایه گرید به لامپ فلمینگ Fleming tube اختراع شد. ترایود اولین ابزار تقویت‌کننده الکترونیکی بود و جد دیگر لامپ‌های خلاء مانند تترود و پنتود حساب می‌شود. این اختراع پایه عصر الکترونیک بود و تقویت رادیویی و تلفن از راه دور را ممکن ساخت. ترایود به‌طور فراگیری به عنوان ابزار الکترونیکی در رادیوها و تلویزیون‌ها استفاده می‌شد تا در سال ۱۹۷۰ ترانزیستور جایگزین آن شد. امروزه ترایود جایگاهش را در تقویت کننده‌های توان بالای RF در فرستنده‌های رادیویی و ایستگاه‌های RF صنعتی حفظ کرده‌است. ریشه نام ترایود از کلمه یونانی triodos می‌باشد، tri به معنی سه و hodos به معنی راه و جاده است که در اصل به مکانی گفته می‌شده که دارای سه راه ورود و خروج بوده‌است.

یک طرحواره از ترایود و بخش های تشکیل دهنده آن.

ترایودها در واقع لامپ خلاءی هستند که یک الکترود میان کاتد و آند آن اضافه شده که اصولاً به صورت یک مشبکه فلزی است و به همین جهت شبکه فرمان یا شبکه کنترل خوانده می‌شود.اگر به این الکترود قطب منفی وصل شود جریان را کاهش و اگر قطب مثبت متصل شود جریان الکتریکی عبوری بین کاتد و آند،افزایش میابد و بدین صورت جریان الکتریکی میان کاتد و آند که به اختصار جریان آند خوانده می‌شود، کنترل می‌گردد.
```
توضیح
 بخش‌های نشان داده شده در تصویر طرح‌واره ترایود عبارتند از: ۱-حباب شیشه ای لامپ یاGlass Tube  و ۲ - استوانه آند یاAnode و ۳- شبکه کنترل یاGrid. و ۴-استوانه کاتد Cathode که از نوع گرمای غیر مستقیم یا Heated Cathode بوده و توسط فیلامان یا گرم کنندهHeater موجود درون آن گرم می‌شود، تشکیل شده‌است.
```